# Gary Breen
Gary Patrick Breen (* 12. Dezember 1973 in Hendon) ist ein ehemaliger irischer Fußballspieler. Der 63-fache irische Nationalspieler spielte für neun verschiedene Vereine, stieg dabei mit drei verschiedenen Klubs aus der Premier League ab und wechselte 2008 zum FC Barnet, wo er zwischen 2009 und 2010 zusätzlich die Position des Assistenztrainers bekleidete.

## Sportlicher Werdegang
Die Karriere des Innenverteidigers begann in der Jugendabteilung von Charlton Athletic, wo ihm der anschließende Sprung in die Profiabteilung jedoch verwehrt blieb. Stattdessen wechselte Breen im März 1991 zum Viertligisten Maidstone United und kam dort im Alter von 17 Jahren zu seinen ersten Profiligaspielen. Dass der Aufenthalt dort bei den „Stones“ nur von kurzer Dauer war, war weniger sportlicher Natur, sondern lag in der Pleite des Klubs im Jahr 1992 begründet – dieser trat schließlich zur Saison 1993/94 als „neues Maidstone United“ sieben Klassen tiefer an. Breen hatte da bereits beim Viertligakonkurrenten FC Gillingham angeheuert und sich dort zum Stammspieler entwickelt. Für 70.000 Pfund wechselte er zur Saison 1994/95 zu Peterborough United, das kurz zuvor in die dritte Liga abgestiegen war.
Der Klub in Peterborough diente letztlich als Sprungbrett und nach nur 1½ Jahren bezahlte im Februar 1996 Erstligist Birmingham City 250.000 Pfund für die Dienste des jungen Iren, der dadurch auch interessant für die irische Nationalmannschaft wurde. Am 2. Juni 1996 kam er in einem Freundschaftsspiel gegen Kroatien (2:2) zu seinem ersten Länderspiel. Es waren noch einmal zwölf Monate vergangen und so wechselte Breen innerhalb der Premier League für 2,5 Millionen Pfund zu Coventry City. Dort spielte er letztlich bis zum Ende der Saison 2001/02 – vier von fünf Jahren in der obersten englischen Spielklasse – und festigte gleichzeitig seinen Platz in der irischen Auswahl. Höhepunkt dort war seine Teilnahme an der Weltmeisterschaft 2002 in Japan und Südkorea, wo er unter Trainer Mick McCarthy die zweite Runde erreichte, in allen Spielen auf dem Platz stand und beim 3:0-Vorrundensieg gegen Saudi-Arabien einen Treffer erzielte.
Nach dem WM-Turnier schloss sich Breen ablösefrei West Ham United an, verließ den Klub aber bereits nach einem Jahr wieder, als die Hammers 2003 aus der ersten Liga abgestiegen waren. Nächste Adresse war der AFC Sunderland, der mittlerweile von dem ehemaligen irischen Nationaltrainer McCarthy trainiert wurde und der ihn später sogar zum Mannschaftskapitän machte. Breen gelang mit den „Black Cats“ im zweiten Jahr als Zweitligameister der Aufstieg in die Premier League, nachdem er im Jahr zuvor noch in den Play-off-Spielen gescheitert war – die beständigen und zuverlässigen Leistungen im Abwehrzentrum brachten ihm in der Anhängerschaft des AFC Sunderland den Spitznamen „Phänomen“ ein. Dennoch blieb ihm im Jahr darauf der direkte Wiederabstieg nicht erspart und erlitt diesen sportlichen Rückschlag des Erstligaabstiegs bereits mit einem dritten Klub.
Durch seinen Neuanfang mit einem Zweijahresvertrag bei den Wolverhampton Wanderers arbeitete er fortan weiter mit Mick McCarthy zusammen, der im selben Jahr dort eine neue sportliche Herausforderung gefunden hatte. Er zog 2007 mit den „Wolves“ in die Play-offs ein, musste dann aber in der Spielzeit 2007/08 verletzungsbedingt häufiger pausieren. Die Nationalmannschaftskarriere hatte er zu diesem Zeitpunkt bereits beendet, nachdem er in Reaktion auf eine Nicht-Nominierung des neuen sportlichen Leiters Steve Staunton für das Spiel gegen die Niederlande im August 2006 seinen Rücktritt erklärt hatte. Auch im Verein stolperte Breen über eine Meinungsverschiedenheit mit seinem Trainer, als er sich im März 2008 nach einem Spiel einen lautstarken Streit mit McCarthy leistete, der für seine vorzeitige Beurlaubung vor dem Ende der Vertragslaufzeit sorgte.
Ein halbes Jahr später wechselte Breen zum Viertligisten FC Barnet. Dort arbeitete er von Beginn an parallel im Trainerstab der „Bees“ und fungierte an der Seite von Ian Hendon zwischen Juni 2009 und seinem Abschied von dem Klub im Sommer 2010 in der offiziellen Assistenztrainerfunktion.